# Fimbristylis alboviridis
Fimbristylis alboviridis är en halvgräsart som beskrevs av Charles Baron Clarke. Fimbristylis alboviridis ingår i släktet Fimbristylis och familjen halvgräs. IUCN kategoriserar arten globalt som livskraftig. Inga underarter finns listade i Catalogue of Life.